# Karel Van Roose
Karel Van Roose (Tielt, 1 april 1990) is een Belgisch voetballer die sinds 2021 onder contract ligt bij Sassport Boezinge. Van Roose is een verdediger die ook op het middenveld uit de voeten kan. 

## Carrière
Van Roose genoot zijn jeugdopleiding bij KSK Zwevezele, KSV Ingelmunster en Cercle Brugge. Zijn eerste officiële wedstrijd voor Cercle Brugge speelde hij op 13 november 2010: in de competitiewedstrijd tegen KRC Genk mocht hij in de 84e minuut invallen voor Renato Neto. Van Roose speelde meer dan 100 competitiewedstrijden in Eerste klasse voor Cercle, maar in het seizoen 2016/17 kwam hij minder aan spelen toe. Na de winterstop werd hij verhuurd aan KFC Oosterzonen. Na zijn terugkeer in de zomer van 2017 belandde hij in de B-kern van Cercle Brugge, waarop hij in het seizoen 2017/18 uitgeleend werd aan KM Torhout. In het seizoen 2018/19 wordt hij uitgeleend aan KVC Wingene.
Van Roose studeerde regentaatstudies LO in Torhout. 

## Statistieken
| seizoen | club              | land   | competitie         | wed. | goals |
| ------- | ----------------- | ------ | ------------------ | ---- | ----- |
| 2010/11 | Cercle Brugge     | België | Jupiler Pro League | 10   | 0     |
| 2011/12 | Cercle Brugge     | België | Jupiler Pro League | 24   | 0     |
| 2012/13 | Cercle Brugge     | België | Jupiler Pro League | 18   | 0     |
| 2013/14 | Cercle Brugge     | België | Jupiler Pro League | 27   | 0     |
| 2014/15 | Cercle Brugge     | België | Jupiler Pro League | 22   | 1     |
| 2015/16 | Cercle Brugge     | België | Proximus League    | 17   | 1     |
| 2016/17 | Cercle Brugge     | België | Proximus League    | 6    | 0     |
| 2016/17 | → KFC Oosterzonen | België | Eerste klasse am.  | 13   | 0     |
|         |                   |        | Totaal             | 137  | 1     |